# Jalna
Jalna è una città dell'India di 235.529 abitanti, capoluogo del distretto di Jalna, nello stato federato del Maharashtra. In base al numero di abitanti la città rientra nella classe I (da 100.000 persone in su).

## Geografia fisica
La città è situata a 19° 49' 60 N e 75° 52' 60 E e ha un'altitudine di 488 m s.l.m..

## Società

### Evoluzione demografica
Al censimento del 2001 la popolazione di Jalna assommava a 235.529 persone, delle quali 121.728 maschi e 113.801 femmine. I bambini di età inferiore o uguale ai sei anni assommavano a 35.570, dei quali 18.498 maschi e 17.072 femmine. Infine, coloro che erano in grado di saper almeno leggere e scrivere erano 151.482, dei quali 86.456 maschi e 65.026 femmine.